# Edward Kozynkewycz
Edward Teodorowycz Kozynkewycz (ukr. Едуард Теодорович Козинкевич, ros. Эдуард Теодорович Козинкевич, Eduard Tieodorowicz Kozinkiewicz; ur. 23 maja 1949 we Lwowie, Ukraińska SRR, zm. 15 listopada 1994 we Lwowie, Ukraina) – ukraiński piłkarz, grający na pozycji napastnika, reprezentant ZSRR, trener piłkarski.

## Kariera piłkarska

### Kariera klubowa
Wychowanek SDJuSzOR-4 we Lwowie (od 1963). Rozpoczął karierę piłkarską w 1967 w SKA Lwów, gdzie odbywał służbę wojskową. W 1970 przeszedł do Szachtara Donieck. W 1972 został zaproszony do Karpat Lwów. Później kontynuował występy w Dinamie Moskwa. Po jednym sezonie jednak powrócił do Karpat Lwów, w którym ukończył karierę piłkarską w 1978.

### Kariera reprezentacyjna
2 czerwca 1971 debiutował w olimpijskiej reprezentacji ZSRR w meczu z Holandią, wygranym 4:0.
19 kwietnia 1972 w Kijowie debiutował w reprezentacji Związku Radzieckiego w spotkaniu towarzyskim z reprezentacją Peru, wygranym 2:0. Również został powołany na turniej finałowy mistrzostw Europy w Belgii w 1972. Ogółem dla reprezentacji zagrał 6 razy, strzelił 1 gola.

## Kariera trenerska
Po zakończeniu kariery piłkarskiej rozpoczął karierę trenerską. Najpierw trenował drużynę młodzieżową w klubie SKA Lwów. Następnie pracował na stanowisku asystenta trenera w Internacie Sportowym we Lwowie. Również pomagał prowadzić amerykański klub Philadelphia Tryzub. 16 listopada 1994 wraz ze swoją sekretarką udusił się gazami spalinowymi w garażu, drzwi którego zostały zablokowane od zewnątrz.

## Sukcesy i odznaczenia
- Wicemistrz Europy:

1972
- Brązowy medalista Mistrzostw ZSRR:

1975
- Nagrodzony tytułem Mistrz Sportu ZSRR w 1970.